# ستيفن بيرل اندروز
ستيفن بيرل أندروز (بالإنجليزية: Stephen Pearl Andrews)‏ ( 22 مارس 1812 – 21 مايو 1886) كان لاسلطويًا (أناركيًا) فردانيًا أمريكيًا، وعالمًا لغويًا، وفيلسوفًا سياسيًا، وإبطاليًا جريئًا ومؤلف العديد من الكتب حول الحركة العمالية والأناركية الفردانية.

## النشأة والعمل
ولد أندروز في تمبلتون، ماساتشوستس في 22 مارس 1812، وهو الطفل الأصغر من بين ثمانية أطفال للقس إليشا أندروز وزوجته آن لاثروب. نشأ على بعد خمسة وثلاثين ميلاً شمال شرق هينسديل، نيوهامشير. ذهب أندروز إلى لويزيانا في سن التاسعة عشرة ودرس ومارس القانون هناك. كَرِهَ العبودية، وأصبح إبطاليًا. كان المستشار الأول للسيدة ميرا كلارك جاينز في مناسباتها الشهيرة. بعد أن انتقل إلى تكساس في عام 1839، كاد أن يُقتل أندروز وعائلته تقريبًا بسبب محاضراته الإبطالية واضطروا إلى الفرار في عام 1843. سافر أندروز إلى إنجلترا، حيث لم ينجح في جمع التبرعات لحركة إلغاء العبودية في الولايات المتحدة.
أثناء وجوده في إنجلترا، أصبح أندروز مهتمًا بنظام إسحق بيتمان الستينوغرافي الجديد للكتابة المختصرة، وعند عودته إلى الولايات المتحدة، درّس وكتب عن نظام الكتابة المختصرة واستحدث نظامًا شائعًا للإبلاغ الفونوغرافي. لتحقيق هذا، نشر سلسلة من الكتب التعليمية وحرر مجلتين، الأنجلوسكسونية والدعائية. استحدث أندروز لغة «علمية» أطلق عليها ألواتو حيث لم يكن يرغب في التحدث والتناظر مع التلاميذ. في وقت وفاته، كان أندروز يجمع قاموس ألواتو الذي نشر بعد وفاته. كان عالمًا لغويًا بارزًا وأصبح مهتمًا بالصوتيات ودراسة اللغات الأجنبية، وفي نهاية المطاف علم نفسه «ما لا يقل عن 32» لغة.
بحلول نهاية أربعينيات القرن التاسع عشر، بدأ في تركيز طاقاته على المجتمعات اليوتوبية. كان زميله الأناركي الفرداني جوزيه وارين مسؤولاً عن تحول أندرو إلى الفردانية الراديكالية، وفي عام 1851 أسسوا موديرن تايمز في برنتوود، نيويورك.  انتُخب زميلًا مشاركًا في الأكاديمية الأمريكية للفنون والعلوم في عام 1846.  في عام 1857، أسس أندروز يونيتي هوم في مدينة نيويورك. بحلول ستينيات القرن التاسع عشر، كان يعرض مجتمعًا مثاليًا يسمى البانتاركية (حكم الكل) وهو مجتمع بحكومة طوعية مرتبطة ارتباطًا وثيقًا بالكنيسة الكاثوليكية الجديدة ومن هنا انتقل إلى فلسفة أطلق عليها علم الكون التي رمزت على وحدة كل المعرفة والأنشطة. كما كان من بين الأمريكيين الأوائل الذين اكتشفوا كارل ماركس وأول من نشر بيان الحزب الشيوعي في الولايات المتحدة.
كان أندروز من أوائل الذين استخدموا كلمة السيانتولوجيا. عُرفت الكلمة على أنها علم مستحدث في كتابه عام 1871 الموجز الأساسي لعلم الكون والألواتو: اللغة العلمية العالمية الجديدة. في سبعينيات القرن التاسع عشر، عزز أندروز القياس السّيكولوجيّ لجوزيف رودز بوكانان إلى جانب علم الكون الخاص به متوقعًا أن المعرفة المستمدة ستحل محل العلم التجريبي. كان يُعتبر أندروز أيضًا رائدًا في الحركة الدينية الروحية. دعا الأناركو النقابي رودولف روكر أندروز على أنه الأساس الكبير للاشتراكية الليبرتارية في الولايات المتحدة.

## وصلات خارجية
- ستيفن بيرل اندروز على موقع الموسوعة البريطانية (الإنجليزية)